# Gudeliai
Gudeliai är en ort i Litauen. Den ligger i den södra delen av landet, 100 km väster om huvudstaden Vilnius. Gudeliai ligger 96 meter över havet och antalet invånare är 447.
Terrängen runt Gudeliai är mycket platt, och sluttar söderut. Runt Gudeliai är det ganska glesbefolkat, med 24 invånare per kvadratkilometer. Närmaste större samhälle är Simnas, 15,3 km söder om Gudeliai. Trakten runt Gudeliai består till största delen av jordbruksmark.